# Сталинград (фильм, 2013)
«Сталингра́д» — российская военная драма режиссёра Фёдора Бондарчука; первый российский кинофильм, снятый в формате IMAX 3D. По утверждению создателей фильма, сценарий основан на главах романа Василия Гроссмана «Жизнь и судьба». Картина рассказывает об одном событии Сталинградской битвы во время Великой Отечественной войны — обороне стратегически важного дома. Действие разворачивается в ноябре 1942 года в оккупированном немецкими войсками Сталинграде, где несколько советских солдат в полуразрушенном жилом доме держат оборонительные позиции на подступах к переправе. В главных ролях — Мария Смольникова, Пётр Фёдоров, Алексей Барабаш, Андрей Смоляков и Томас Кречман. В прокат лента вышла 10 октября 2013 года.
Фильм оказался коммерчески успешным, стал самым кассовым российским фильмом в новейшей истории на тот момент и установил рекорд сборов в стартовый уик-энд (который, в свою очередь, был побит фильмом «Вий» в начале 2014 года). Среди снятых в России в 2013 году 74 кинофильмов фильм «Сталинград» имел наивысшие кассовые сборы — 51,7 миллионов долларов, однако мнения о фильме как критиков, так и простых зрителей разделились — он получил как положительные, так и отрицательные оценки. «Сталинград» был выдвинут от России на соискание премии «Оскар» в категории «Лучший фильм на иностранном языке», но не вошёл в число номинантов.

## Сюжет
Действие фильма разворачивается в Японии после землетрясения и цунами 2011 года. Пока сотрудники экстренных служб работают над тем, чтобы добраться до людей, оказавшихся в ловушке под завалами, один из спасателей пытается успокоить пострадавших, рассказывая историю о том, как у него было пятеро отцов, которые погибли во время Великой Отечественной войны. Символично то, что люди, оказавшиеся в ловушке, — молодые немецкие студенты, а спасатели — русские.
В 1942 году, после первого наступления на Сталинград, небольшая группа советских солдат укрывается в большом пятиэтажном жилом доме, который служит прикрытием для пункта пересечения границы на Волге. Пятеро из этих солдат становятся пятью отцами в повествовании: Поляков («Ангел»), который стал озлобленным, когда его жена и дочь погибли во время воздушного налета; Чванов, чья ненависть к немцам проистекает из их жестокого обращения и убийства его семьи; Никифоров, талантливый тенор-певец, который стал жестоким и злобным бойцом; Сергей, призванный на войну в качестве корректировщика; и капитан Громов, ветеран и герой, который возглавляет группу. Солдаты встречают молодую девушку по имени Катя, живущую одну в здании после того, как ее семья погибла. С течением времени у них возникает взаимная симпатия.
Немцев, расположившихся лагерем у переправы, возглавляет гауптман Кан; высоко награжденный, но разочарованный воин, который влюбляется в русскую женщину по имени Маша, похожую на его покойную жену. Сначала она ненавидит его, но вскоре начинает отвечать взаимностью на его любовь, хотя они не могут говорить на языке друг друга. Прибывает полковник Хензе, чтобы принять командование немцами. Он упрекает Кана как за его влечение к Маше, так и за его неспособность уничтожить русских. Хензе решает подать пример, собрав русских мирных жителей, живущих в разбомбленных зданиях, а затем сжигает женщину и ее дочь заживо. Это приводит в ярость русских, которые устраивают засаду на немцев, убивая многих, но теряя при этом нескольких своих людей. Затем немцы и русские отступают в свои укрытия, чтобы переждать. Однажды днем Чванов учит Катю целиться из снайперской винтовки Мосина в немца, моющегося у водопроводного крана, и, испугавшись, случайно стреляет в него, что вызывает ответный удар, который ранит Чванова.
Во время одного из своих визитов к Маше Кан обещает отвезти ее в безопасное место, когда придет время. На 19-й день рождения Кате дарят торт ручной работы от солдат с песней Никифорова, которого она ранее узнала как известного певца. Затем ей дарят ванну, наполненную горячей водой, - роскошь, которой никто не испытывал с начала осады. Сергей отводит Катю на свое старое наблюдательное место, расположенное в здании, не занятом ни немцами, ни русскими. Они проводят ночь вместе, неосознанно зачиная рассказчика истории.
После того, как Поляков рикошетом от танка попал артиллерийским снарядом в немецкий комплекс, Кан приказывает начать атаку на них; он отводит Машу в заброшенное здание, надеясь спасти ее от предстоящего боя. Когда она умоляет его остаться с ней, Чванов убивает ее за связь с немцами, что приводит Кана в ярость. Никифоров попадает в плен к немцам, где ему удается убить Хензе ножом, прежде чем его самого убивают. Смерть Хензе возвращает Кана к командованию.
Немецкое подкрепление прибывает с танками, у которых есть радиус действия, чтобы уничтожить русских солдат и их здание. Они открывают огонь, смертельно ранив Чванова. Кан и его солдаты нападают, расстреливая Полякова. Затем Кан находит Громова на втором этаже, пытающегося воспользоваться радио. Они стреляют друг в друга несколько раз. Сергей добирается до них и по радио отдает приказ нанести авиаудар по их зданию, которое захвачено немецкими солдатами. Катя с болью в сердце наблюдает, как здание разрушается, не оставив внутри никого в живых.
Наши дни. Немцы освобождаются из-под завалов. Девушка, которой Сергей (названный в честь своего биологического отца) рассказал свою историю, разыскивает его, и они разделяют момент понимания, прежде чем его прогоняют.

## В ролях
- Мария Смольникова — Катя
- Янина Студилина — Маша
- Пётр Фёдоров — капитан Громов
- Томас Кречман — капитан Петер Кан
- Сергей Бондарчук (мл.) — лейтенант Сергей Астахов (Тютя)
- Дмитрий Лысенков —Чванов, снайпер
- Андрей Смоляков — сержант-артиллерист Поляков (Ангел)
- Алексей Барабаш — разведчик Александр Никифоров («немой» тенор)
- Олег Волку — главный старшина Краснов
- Хайнер Лаутербах (нем. Heiner Lauterbach) — полковник Хензе
- Юрий Назаров — наводчик
- Нодар Джанелидзе — краснофлотец, расстрелянный по приказу Громова

## Создание

### Предыстория
Фёдор Бондарчук, Андрей Смоляков и Томас Кречман уже снимались в фильмах с названием «Сталинград»: Томас в немецком, а Андрей и Фёдор — в советском, когда Бондарчук был студентом, у своего педагога по режиссёрско-постановочному факультету ВГИКа Ю. Н. Озерова.

### Сценарий
В титрах фильма указано «А также сценарий фильма создан по мотивам глав романа Василия Гроссмана „Жизнь и судьба“». Оригинальный сценарий Ильи Тилькина не имеет литературного источника.
Прообразом дома в фильме стал легендарный Дом Павлова в Сталинграде и его история. Накануне запуска в производство сценарий был значительно переработан, включая сюжет и диалоги, режиссёром и сценаристом Сергеем Снежкиным.

Поскольку я продолжаю работу над фильмом «Сталинград», я читаю всё по истории Сталинградской битвы. От «Сталинграда» Энтони Бивора и «В окопах Сталинграда» Некрасова до «Железного креста» Вильгельма Хайнриха и «Жизнь и судьба» Василия Гроссмана.— Фёдор Бондарчук

### Съёмки
Фильм снимали одновременно в трёх форматах: IMAX 3D, 3D и в обычном 2D. Дистрибуция фильма планировалась как в цифровом формате, так и на плёнке.
Первая часть съёмок фильма прошла осенью 2011 года и продлилась 17 дней. За это время было снято два ключевых эпизода битвы, в которых приняло участие 900 актёров массовых сцен. Часть съёмок происходила на отдельно построенных декорациях недалеко от деревни Выстав в Ленинградской области. Декорации стоимостью 4 млн. долларов были построены из пенобетона и металлических конструкций, обшитых фанерой и декорированным гипсом. Кроме боевых сцен, эти же декорации были использованы для съёмок сцен на Фукусиме, но с других ракурсов. Несмотря на совершенство декораций, в которых воспроизведены даже фактуры, часть уличных кадров синтезирована по архивным фотографиям при помощи CGI. При этом использован графический редактор Autodesk Maya, в котором создавались и трёхмерные объекты — танки, самолёты и другая военная техника. Кроме советских архивов, использованы снимки, сделанные в Сталинграде после войны для журнала Life.
Съёмки в 2011 году проходили на Третьем Северном форте Кронштадта и в 2012 году в развалинах завода «Ленспиртстрой» в посёлке Сапёрный Колпинского района Санкт-Петербурга.
На начальном этапе съёмочного процесса в 2011 году одна из ролей в этом фильме была предложена Тилю Швайгеру, который на тот момент предложение не принял, аргументируя это нежеланием играть образ офицера нацистской Германии.
Во время съёмки сцен атаки немецких позиций горящими красноармейцами, кроме задействованных в сцене актёров, в форму были одеты все участники съёмочной группы, даже ассистенты, чтобы при случайном попадании в кадр они не испортили отснятый материал. В момент съёмки дублей на площадке одновременно горели до 14 каскадёров. При последующей компьютерной обработке полученных кадров настоящий огонь был усилен его компьютерной симуляцией.
Основной съёмочный процесс начался в конце мая 2012 и продлился до 31 июля 2012. Павильонные съёмки проходили на студиях RWS и Ленфильм.

### Музыка в фильме
- Музыка к фильму Анджело Бадаламенти.
- Ария Каварадосси из оперы «Тоска» Джакомо Пуччини в исполнении Сергея Лемешева.
- Песня «Легенда» (В. Цой) в исполнении Земфиры.

### Бюджет
Ориентировочный бюджет фильма составил 30 миллионов долларов США, из которых 10 — выделены Фондом кино, а остальные получены по инвестиционному соглашению с ВТБ Капитал и от предварительных продаж фильма.

## Награды и номинации
- Премия «Золотой орёл»:
  - за лучшую операторскую работу — Максим Осадчий
  - за лучшую работу художника-постановщика — Сергей Иванов
  - за лучшую работу художника по костюмам — Татьяна Патрахальцева
  - за лучшую работу звукорежиссёра — Ростислав Алимов
- Номинации на премию «Золотой орёл»[30]:
  - за лучший фильм
  - за лучший монтаж — Игорь Литонинский
- Премия «Ника»:
  - за лучшую работу художника-постановщика — Сергей Иванов
  - за лучшую работу художника по костюмам — Татьяна Патрахальцева
  - за лучшую работу звукорежиссёра — Ростислав Алимов
- Номинации на премию «Ника»:
  - за лучший игровой фильм
  - за лучшую режиссёрскую работу — Фёдор Бондарчук
  - за лучшую операторскую работу — Максим Осадчий
  - за лучшую мужскую роль второго плана — Томас Кречман
- Премия "Taurus" (премия Мировой академии каскадеров. США. Лос-Анжелес.)
  - «За лучшие трюки в иностранном фильме» —  Сергей Головкин, Виктор Иванов.

## Премьера
Премьера фильма в трёх залах одного кинотеатра Волгограда состоялась 28 сентября, ограниченный показ в Москве (кинотеатр «Октябрь») — 2 октября.

## Прокат

### Россия
Широкий показ был начат в шести городах (Волгоград, Волжский, Екатеринбург, Калининград, Москва и Нижний Новгород) одновременно — 10 октября 2013 года. Фильм вышел на экраны в количестве 2 тысячи копий

#### Кассовые сборы
В первую же неделю выхода на большой экран кассовые сборы картины достигли рекордной для российского проката суммы свыше 515 миллионов рублей. По предварительным данным компании Walt Disney Studios Sony Pictures Releasing (WDSSPR), ответственной за прокат киноленты, «Сталинград» заработал более 1 миллиарда рублей за первые 11 дней проката, став самой кассовой отечественной картиной 2013 года.
Всего же кассовые сборы фильма составили 66,7 млн долларов, в том числе 51,7 млн долларов в отечественном прокате. «Сталинград» таким образом стал самым кассовым российским фильмом постсоветского времени, опередив по киносборам фильм «Ирония судьбы. Продолжение» (2007).

## Отзывы и оценки

### Отзывы критиков
Мнения критиков о фильме разделились: «Сталинград» получил как положительные отзывы, так и резко отрицательные. Положительно о фильме отозвались Валерий Кичин в «Российской газете», Антон Долин в «Ведомостях», критики таких изданий, как «Известия», «КоммерсантЪ», «Эксперт». Негативные оценки дали Елена Стишова в журнале «Искусство кино», а также такие издания, как «Аргументы и факты», «Огонёк». Нейтральные отзывы фильм получил от критиков в журнале Time Out, на сайтах Lenta.ru, Газета.Ru, КГ-Портал.
В положительных отзывах чаще всего отмечали масштабность постановки, актерскую игру Томаса Кречмана и яркие спецэффекты. Многие критики одобрительно отзывались о саундтреке Анджело Бадаламенти. Критик «Российской газеты» Валерий Кичин отметил, что в его музыке
…вибрирует та самая душа фильма, голос которой неслышим тем, кто к этой стороне кинематографа глух.
 Писатель Сергей Минаев высказал мнение, что 
Через десять лет… картина станет классикой, по которой детей будут учить снимать.
Как в положительных, так и в отрицательных отзывах отмечают, что фильм отходит от реалистического изображения событий в пользу мелодраматизма и «мифологичности». Об этом пишут и Андрей Плахов (газета Коммерсант), и Валерий Кичин в «Российской газете». Антон Долин пишет в «Известиях»:
Беспроигрышное решение — рассказать «Сталинград» как сказку: ведь любые претензии на реалистичность, да ещё в форме блокбастера, были бы смешны".

Некоторые критики фильма считают, что главным героем фильма, по сути, получился немецкий офицер. Мария Токмашева (РИА Новости) назвала такой подход режиссёра «прорывом в российском военном кинематографе, финансируемом государством», добавив, что 
показанное на экране напоминает не самый драматичный спектакль о любви с чрезмерным музыкальным сопровождением, созданным прославленным композитором Анджело Бадаламенти
…
В фильме «Сталинград» нет героев, нет характеров. Есть только красивая картинка: объём изображения, но не объём чувств.
Многие отрицательные отзывы обвиняли фильм в исторической недостоверности и непатриотичности. Историк Борис Соколов посчитал, что фильм содержит много исторических «ляпов». Дмитрий Пучков подверг фильм резкой критике, заметив, что название для картины выбрано лишь чисто с коммерческой точки зрения:
— О чём этот фильм? Да ни о чём. Он про красивую картинку, без какой бы то ни было попытки смыслового наполнения. Показана сталинградская битва? Нет. Показан подвиг наших бойцов? Нет. А что показано? Показаны невнятные диалоги и хороводы вокруг девушки Кати.

Продюсер Марк Рудинштейн раскритиковал фильм, назвав картину «режиссёрским провалом Бондарчука»: 
В фильме нет трагедии нашего народа. Там все перепутано, непонятно, кому даже симпатизирует режиссёр. И я не верю в интервью коллег, что они там чуть не плакали. Этот провал режиссёрский, сценарный, даже я бы сказал, идеологический.

Ветеран сталинградской битвы, генерал-полковник в отставке Борис Уткин о картине отозвался негативно: 
придуманная история с сыном пяти отцов, так неуместно посыпавшая пеплом Фукусимы раны Сталинграда, кажется аляповатой и безжизненной. Там, в Сталинграде, все было вроде бы так… но не так!
Генерал-майор в отставке, участник Сталинградской битвы Александр Фень после просмотра фильма выразил недоумение — «зачем Бондарчук вместо битвы показал разврат, сумбур и разброд?»
Житель Самары Петр Морозов направил в Министерство культуры петицию с требованием запретить показ фильма «Сталинград», и отозвать заявку на «Оскар», из-за «героизации нацизма и искажения исторических фактов». По состоянию на 17 февраля 2014 года петиция набрала более 34 тысячи 097 голосов, но никакой реакции министерства не последовало. Продюсер Александр Роднянский и режиссёр Фёдор Бондарчук демонстративно посмеялись над негативными отзывами о фильме.

### Опросы
По опросу общественного мнения, проведённому ВЦИОМ в конце 2013-го, респонденты назвали «Сталинград» «Фильмом 2013 года». За это высказалось 12 % опрошенных, втрое больше, чем за занявший второе место фильм «Легенда №17» (4 %). Похожие результаты показал опрос, проведённый «Левада-центром»: большинство респондентов (7 %) назвали «Сталинград» лучшим фильмом 2013 года.

### Метакритика
- По подсчётам различных агрегаторов рецензий, о «Сталинграде» одобрительно отозвались около 60 % кинокритиков:
  - По данным портала Кинопоиск, 62 % положительных отзывов (на основе 58 рецензий)[55]
  - По данным Мегакритик.ру, 58 % положительных отзывов (на основе 24 рецензий)[56].
  - По данным Критиканство.ру, средняя оценка рецензентов составила 63 из 100 (на основе 68 рецензий)[57].
- На сайте Imdb.com рейтинг фильма в голосовании пользователей составил 5,6 балла из 10 на основании 12 тысяч оценок[58].